# Helianthus verticillatus
Helianthus verticillatus — вид квіткових рослин з родини айстрових (Asteraceae).

## Біоморфологічна характеристика
Багаторічник 200–300 см заввишки (кореневищний). Стебла прямовисні, голі (сизуваті). Листки стеблові; зазвичай у кільцях (по 3–6), іноді супротивні; листкові ніжки 0–1 см; листкові пластинки від лінійних до ланцетних, 7.5–18.5 × 0.7–3 см, краї зубчасті чи цільні (плоскі); поверхні запушені й залозисто-точкові. Квіткових голів (1)3–7+. Променеві квітки 10–19; пластинки 20–26 мм (абаксіально залозисто-крапчасті). Дискові квітки 150+; віночки 5–7 мм, частки жовті; пиляки темні. Ципсели 4–5 мм, голі. 2n = 34. Цвітіння: пізнє літо — осінь

## Умови зростання
США (Алабама, Джорджія, Міссісіпі, Теннессі). Населяє вологі прерії; 100–300 метрів.